# Eilema gibrati
Eilema gibrati là một loài bướm đêm thuộc phân họ Arctiinae, họ Erebidae.